# Kizhuvalam-Koonthalloor
Kizhuvalam-Koonthalloor es una ciudad censal situada en el distrito de Thiruvananthapuram en el estado de Kerala (India). Su población es de 30770 habitantes (2011). Se encuentra a 29 km de Thiruvananthapuram y a 39 km de Kollam.

## Demografía
Según el censo de 2011 la población de Kizhuvalam-Koonthalloor era de 30770 habitantes, de los cuales 13908 eran hombres y 16862 eran mujeres. Kizhuvalam-Koonthalloor tiene una tasa media de alfabetización del 92,72%, inferior a la media estatal del 94%: la alfabetización masculina es del 95,56%, y la alfabetización femenina del 90,43%.